# Eugen Rippl
Eugen Rippl (* 18. November 1888 in Namiest an der Oslawa, Mähren; † 6. Mai 1945 in Prag) war ein tschechischer Slawist und Professor  an der Karl-Ferdinands-Universität in Prag.

## Leben
Nach dem Studium in Wien und Prag legte Eugen Rippl im Jahre 1912 die Lehramtsprüfung für Tschechisch und Deutsch ab und promovierte 1918 zum Doktor der Philosophie. Er war bis 1921 Professor an der Handelsakademie in Olmütz. Anschließend lehrte er an der Karl-Ferdinands-Universität in Prag zunächst ab 1929 als Privatdozent, ab 1933 als außerordentlicher und ab 1941 als ordentlicher Professor für tschechische und slowakische Philologie.
Rippl gehörte zunächst der Sudetendeutsche Partei (SdP) an und nach deren Auflösung der NSDAP. Während des Zweiten Weltkrieges leitete er das Institut für tschechische Sprache und Literatur der Reinhard-Heydrich-Stiftung. Er verfasste 1943 den Beitrag „Der Jude und die Judenfrage im neueren tschechischen Schrifttum“, der in dem Buch „Weltkampf. Die Judenfrage in Geschichte und Gegenwart“ erschien.
Unter seinen zahlreichen wissenschaftlichen Arbeiten fanden seine Studien der neuzeitlichen sozialen Dialekte besondere Beachtung und haben bis heute für die Erforschung nichtstandardsprachlicher Ausdrucksformen Bedeutung. Herausgeber deutscher Anthologien tschechischer Literatur und der Fachzeitschriften Slawistische Schulblätter und Slawistische Rundschau. Ab 1937 war Eugen Rippl Mitglied der Böhmischen Gesellschaft für Wissenschaften.
In der Nacht vom 5. auf den 6. Mai 1945 beging er mit seiner Frau, Anna, Selbstmord durch eine Kohlegasvergiftung in seiner Wohnung Prag/Praha II, Schiffmühlgasse/Lodecká 2. Beide wurden am 12. Mai 1945 auf dem Olšany-Friedhof in Prag begraben.

## Werke
- Zum Wortschatz des tschechischen Rotwelsch, 1926
- Beiträge zur tschechischen Sondersprachkunde, 1929.
- Das alttschechische Leben des  heiligen Franziskus von Assisi nach einer Olmützer Handschrift aus den Jahr 1421,  1931.
- Tschechisch im Alltag, 1937.
- Die Soldatensprache der Deutschen im ehemaligen tschechoslowakischen Heer, 1943.